# Jansenella griffithiana
Jansenella griffithiana là một loài thực vật có hoa trong họ Hòa thảo. Loài này được (C.Muell.) Bor mô tả khoa học đầu tiên năm 1955.